# Свято-Георгіївська церква (Кишинів)
Свято-Георгіївська церква — православна церква в Кишиневі. Побудована на початку ХІХ століття з ініціативи болгарських переселенців.

## Історія створення
Оскільки болгарська церква (Вознесенська), що існувала на початок століття, не вміщала всіх болгар, які переселилися до Кишинева через Дунай, вони 22 січня 1814 року подали прохання на дозвіл будівництва нової церкви. Після його схвалення митрополитом Гавриїлом (Бенулеску-Бодоні) та затвердження проекту губернатором Гартінгом розпочалися будівельні роботи. 15 вересня 1815 року митрополит Гавриїл ухвалив, що Вознесенська церква вважатиметься кафедральною, а церкву Святого Георгія відтепер будуватимуть для місцевого населення. Церква була освячена у 1819 році.
У 1959 році храм був закритий, у приміщенні розташовувалися автомайстерні. У 1990 році повернуто до Церкви.

## Архітектура
У вигляді церкви поєднуються елементи, притаманні архітектури класицизму і молдавського народного зодчества. Високий двоярусний об'єм має 2 вертикалі: квадратну дзвіницю зі шпилем над входом та восьмигранний барабан з гранованим сферичним куполом. Витягнутий нава розділений на 2 частини. Одна з них покрита бочарним склепінням, друга з високим світловим барабаном та куполом, замикається апсидою вівтаря. Церква характеризується простотою та монументальністю форм. Поверхня стін моделюється лопатками та крепівками. Є карнизи складного профілю із зубчиками. Будівля церкви — пам'ятка історії та архітектури.

## Сучасний стан
Церква є єдиною у столиці Молдови, де служби проводяться церковнослов'янською мовою, а проповіді читаються російською.